# Arco de ferradura

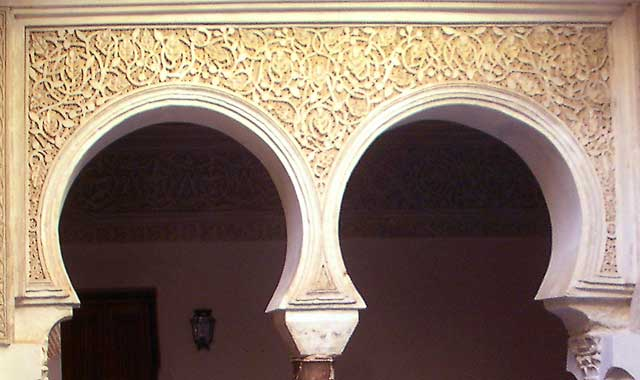
Arcos de ferradura no Monastério de las Claras, Tordesillas (de estilo mudéjar)

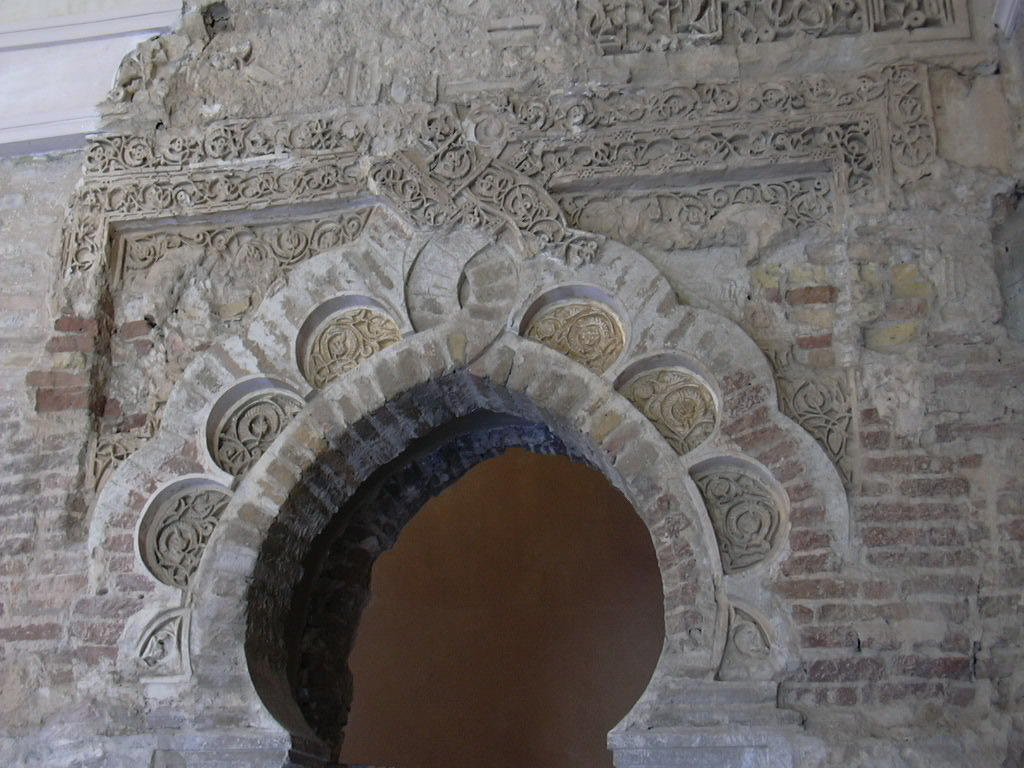
Sofisticado arco de ferradura, principalmente apontado (túmido), mas com decoração de arco lobulado e alfiz, procede da Aljaferia de Zaragoza

Arco ultrasemicircular ou ultrapassado (cuja curva é mais ampliada que um semicírculo) e que tem forma de ferradura. É provável que se trate de uma criação dos antigos indígenas pré-romanos da Península Ibérica, que por ali passaram antes dos Romanos, à arte visigoda (século VII), os quais foram quem lhe deram seu primeiro impulso importante. Dos visigodos passou à arte hispano-muçulmana e, dali, passou à arte moçárabe e à mudéjar.
É uma espécie de arco que possui uma abertura que ultrapassa metade da circunferência com o centro situado acima da linha das impostas (a curva é mais longa do que a de um semicírculo) e tem a forma de uma ferradura. É muito característico da arquitectura árabe mas surge em abundantes exemplos anteriores à ocupação árabe. Na Galiza, por exemplo, aparece em algumas construções de origem germânica como a Igreja de Santa Comba de Bande em Bande (Ourense), ou nos vestígios do Igreja visigótica de Panxón, em Nigrán (Pontevedra), ambos do século VII, em estilo pré-românico. Existe também um arco em ferradura no Templo de Santalla de Bóveda, em Lugo, construído durante a invasão romana de Lucus, entre os séculos II e IV. A bem dizer, definir a origem do arco em ferradura é complicado. Aparece na arquitetura sassânida pré-islâmica, como o Taq-i Kasra no atual Iraque e o Palácio de Ardashir no sudoeste do Irã (século III d.C.), apesar de apresentar semicírculo inteiro, e não com o centro acima da linha das impostas. Também apareceu na arquitetura romana tardia ou bizantina, bem como na Espanha romana. Síria bizantina, a forma foi usada no Batistério de São Jacó em Nusaybin (século IV d.C.) e em Qasr Ibn Wardan (564 d.C.).
O arco visigodo é menos fechado que o muçulmano. Na arte muçulmana há numerosas variantes de arcos, quase todas derivadas do arco de ferradura, arcos de ferradura apontados (ou túmidos), arcos lobulados (do século X em diante), arcos entrelaçados, arcos mistilíneos, arcos cortina (que aparecem no século XI) e angrelados-acampados (desde o século XIV).
O arco mourisco em ferradura, uma forma especial própria da época de Carlos Magno, apresenta concavidades em ângulo.